# Muvekit
Muvekit (tur. muvakkit ← arap. muwaqqit ← waqt: vrijeme ), službenik u džamiji koji utvrđuje točno vrijeme za 5 dnevnih molitava. Muvekit radi u prostoriji uz džamiju muvekithani.